# گروه هارل
گروه هارل (عبری: הראל השקעות בביטוח ושירותים פיננסים בע"מ‎) شرکت خدمات مالی و بیمه اسرائیلی است، که در سال ۱۹۳۵ تأسیس شد.